# 锡雷多尼斯
锡雷多尼斯（法語：Ciré-d'Aunis，法語發音：[siʁe doni(s)]，意为“欧尼斯的锡雷”）是法国滨海夏朗德省的一个市镇，位于该省西北部，属于罗什福尔区。

## 地理
锡雷多尼斯（46°3'17"N, 0°55'53"W）面积25.76 平方千米，位于法国新阿基坦大区滨海夏朗德省，该省份为法国西部滨海省份，北起旺代省，西临大西洋，南至吉倫特省，东南接多爾多涅省，东北接德塞夫勒省接壤，东临夏朗德省。
与锡雷多尼斯接壤的市镇（或旧市镇、城区）包括：阿尔迪利埃、巴隆、布勒伊马涅、朗德赖、卢瓦尔莱马赖、米龙、勒图。

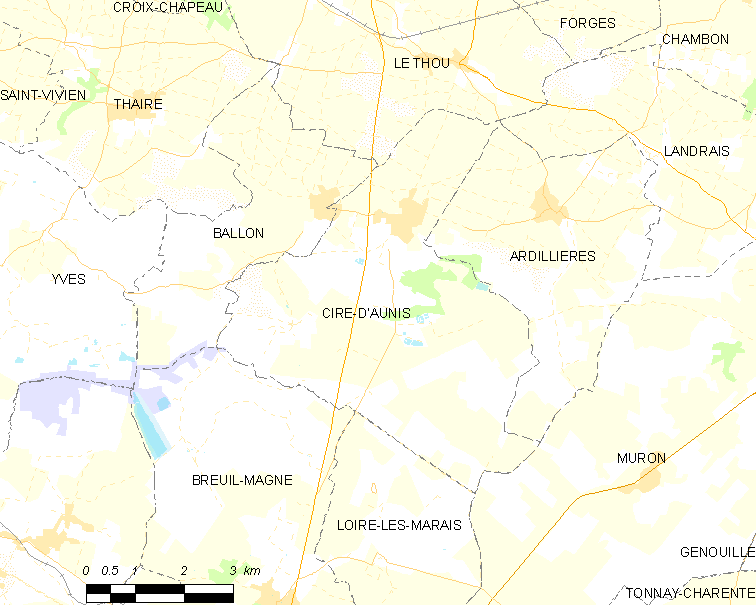
锡雷多尼斯的OSM定位图

锡雷多尼斯的时区为UTC+01:00、UTC+02:00（夏令时）。

## 行政
锡雷多尼斯的邮政编码为17290，INSEE市镇编码为17107。

## 政治
锡雷多尼斯所属的省级选区为叙热尔县。

## 人口

1962-2008年间锡雷多尼斯人口变化图示

锡雷多尼斯于2022年1月1日时的人口数量为1560人。